# Aizecourt-le-Bas
Aizecourt-le-Bas település Franciaországban, Somme megyében. Lakosainak száma 65 fő (2022. január 1.). Aizecourt-le-Bas Nurlu, Liéramont és Templeux-la-Fosse községekkel határos.

## Népesség
A település népességének változása:
| Lakosok száma | 67   | 54   | 56   | 57   | 61   | 60   | 54   | 56   | 57   | 65   |
|               | 1968 | 1982 | 1990 | 2006 | 2013 | 2015 | 2017 | 2019 | 2020 | 2022 |